# Port St. Johns
Port St. Johns (auch Port St Johns oder Umzimvubu) ist eine Stadt in der Provinz Ostkap in Südafrika. Sie liegt am Indischen Ozean und war die einzige Hafenstadt des 1994 aufgelösten, formal unabhängigen Homelands Transkei. Die Namensherkunft ist unklar.

## Geographie, Klima und Geologie
Port St. Johns liegt an der Wild Coast, einem rund 270 Kilometer langen, wenig besiedelten Küstenabschnitt des Indischen Ozeans. Die Stadt befindet sich an der Mündung des Mzimvubu in das Meer. Oberhalb von Port St. Johns liegen beiderseits des Flusses die Sandsteinberge Mount Thesiger (342 Meter über dem Meeresspiegel) und Mount Sullivan (304 Meter), die nach zwei britischen Offizieren benannt wurden, darunter Frederic Thesiger, 2. Baron Chelmsford.
Der Ort liegt im Distrikt OR Tambo und in der Gemeinde Port St. Johns, deren Verwaltungssitz er ist. 2011 hatte Port St. Johns 6441 Einwohner.
Das Klima ist subtropisch.
In der Nähe des Ortes befindet sich eine kleine, jedoch die wichtigste Travertinlagerstätte Südafrikas. Etwa 10 Kilometer westlich von Port St. Johns wurde das Gestein für Architekturanwendungen gewonnen.

## Geschichte
Port St. Johns wurde 1845 durch den Pondokönig Faku und seinen Sohn Ndamase gegründet. 1878 wurde Port St. Johns Teil der Kapkolonie. Thesiger und Sullivan hissten aus diesem Anlass die britische Flagge in Port St. Johns. 1884 wurde das Gebiet offiziell annektiert. 1885 ersuchte der deutsche Offizier Emil Nagel für eine Landkonzession auf der gegenüberliegenden Seite der Mzimvubu-Mündung um Schutz durch das Deutsche Reich, wozu es jedoch nicht kam. Mit der Gründung des autonomen Gebiets Transkei im Zuge der Homeland-Politik wurde die Stadt eine Exklave der Kapprovinz. Mit der Bildung des formal unabhängigen Staates Transkei wurde Port St. Johns 1976 Teil dieses Gebiets. 1994 kam die Stadt wie die gesamte Transkei zur Provinz Ostkap.
Die Entstehung des Ortsnamens ist ungeklärt. Eine Annahme geht von einem 1552 gestrandeten portugiesischen Schiff mit dem Namen São João aus. Eine andere Erklärung bezieht sich auf eine Felsengruppe östlich des Umzimvubu, die frühere Seefahrer an den Evangelisten Johannes erinnert haben soll.

## Wirtschaft und Verkehr
Port St. Johns hat vor allem Bedeutung als Zentrum des Tourismus an der Wild Coast. Es gilt als beliebter Urlaubsort für Aussteiger. In der Nähe der Stadt gibt es drei Strände.
Von Mthatha im Westen und Kokstad im Norden führt die R61 bis kurz vor Port St. Johns. Von dort ist die Straße bis zur Stadt ebenfalls gut ausgebaut. Entlang der Küste führt keine Straße. Port St. Johns verfügt über einen Flugplatz.
Der Pondoland Park ist ein geplanter 500 km² großer Nationalpark, der sich von der Mündung des Mzimvubu nordwärts bis zur Grenze der Provinz KwaZulu-Natal erstrecken soll.

## Flora und Fauna
Port St. Johns ist dank des subtropischen, feuchten Klimas von immergrünen Feuchtwäldern umgeben.